# Сутковецька сільська рада
Суткове́цька сільська́ ра́да — колишня адміністративно-територіальна одиниця та орган місцевого самоврядування в Ярмолинецькому районі Хмельницької області. Адміністративний центр — село Сутківці.

## Загальні відомості
- Територія ради: 42,14 км²
- Населення ради: 1 550 осіб (станом на 2001 рік)
- Територією ради протікає річка Ушиця

## Населені пункти
Сільській раді підпорядковані населені пункти:
- с. Сутківці
- с. Лисівка

## Склад ради
Рада складається з 16 депутатів та голови.
- Голова ради: Білик Олександр Миколайович
- Секретар ради: Пилипчак Наталія Анатоліївна

### Керівний склад попередніх скликань
| Прізвище, ім'я, по батькові | Основні відомості                                                 | Дата обрання | Дата звільнення |
| --------------------------- | ----------------------------------------------------------------- | ------------ | --------------- |
| Білик Олександр Миколайович | Сільський голова, 1970 року народження, освіта вища, безпартійний | 26.03.2006   | 31.10.2010      |
| Білик Олександр Миколайович | Сільський голова, 1970 року народження, освіта вища, безпартійний | 31.10.2010   |                 |

Примітка: таблиця складена за даними сайту Верховної Ради України

### Депутати
За результатами місцевих виборів 2010 року депутатами ради стали:

#### За суб'єктами висування
| Суб'єкт висування            | Кількість обраних депутатів | %    |
| ---------------------------- | --------------------------- | ---- |
| Самовисування                | 11                          | 68,8 |
| Народна партія               | 2                           | 12,5 |
| Партія регіонів              | 2                           | 12,5 |
| Соціалістична партія України | 1                           | 6,3  |

#### За округами
| № округу                     | Прізвище, ім'я, по батькові    | Дата визнання обраним | Освіта  | Партійна приналежність             | Відомості про обраного депутата              |
| ---------------------------- | ------------------------------ | --------------------- | ------- | ---------------------------------- | -------------------------------------------- |
| Народна Партія               |                                |                       |         |                                    |                                              |
| 2                            | Овчарук Ніна Іванівна          | 05.11.2010            | середня | позапартійна                       | СТОВ «Берегиня», бухгалтер                   |
| 16                           | Крива Оксана Вікторівна        | 05.11.2010            | середня | член Народної партії               | Кафе-бар, кухар                              |
| Партія регіонів              |                                |                       |         |                                    |                                              |
| 4                            | Шпак Лідія Григорівна          | 05.11.2010            | середня | член Партії регіонів               | Сутковецька сільська рада, бухгалтер         |
| 5                            | Олійник Валентина Вікторівна   | 05.11.2010            | вища    | позапартійна                       | Сутковецька загальноосвітня школа, вчитель   |
| Соціалістична партія України |                                |                       |         |                                    |                                              |
| 13                           | Королівський Микола Дмитрович  | 05.11.2010            | середня | член Соціалістичної партії України | фермерське господарство «Жолоби», тракторист |
| Самовисування                |                                |                       |         |                                    |                                              |
| 1                            | Гарматюк Петро Степанович      | 05.11.2010            | середня | позапартійний                      |                                              |
| 3                            | Нина Алла Іванівна             | 05.11.2010            | середня | позапартійна                       | Сутковецька загальноосвітня школа, кухар     |
| 6                            | Стопняк Віктор Володимир       | 05.11.2010            | середня | позапартійний                      | СТОВ «Берегиня», тракторист                  |
| 7                            | Слободян Олександр Миколайович | 05.11.2010            | вища    | позапартійний                      |                                              |
| 8                            | Очкур Василь Васильович        | 05.11.2010            | середня | позапартійний                      |                                              |
| 9                            | Бех Сергій Іванович            | 05.11.2010            | середня | позапартійний                      | Бакалія, комірник                            |
| 10                           | Слободян Ігор Павлович         | 05.11.2010            | середня | позапартійний                      | СТОВ «Берегиня», різноробочий                |
| 11                           | Пилипчик Наталія Олександрівна | 05.11.2010            | вища    | позапартійна                       | Сутковецька сільська рада, секретар          |
| 12                           | Лабань Валерій Іванович        | 05.11.2010            | середня | позапартійний                      | СТОВ «Берегиня», оператор КЗС                |
| 14                           | Пасічнюк Діна Андріївна        | 05.11.2010            | середня | позапартійна                       | Територіальний центр, соціальний працівник   |
| 15                           | Баран Віктор Петрович          | 05.11.2010            | середня | позапартійний                      |                                              |